# Corps Suevia München

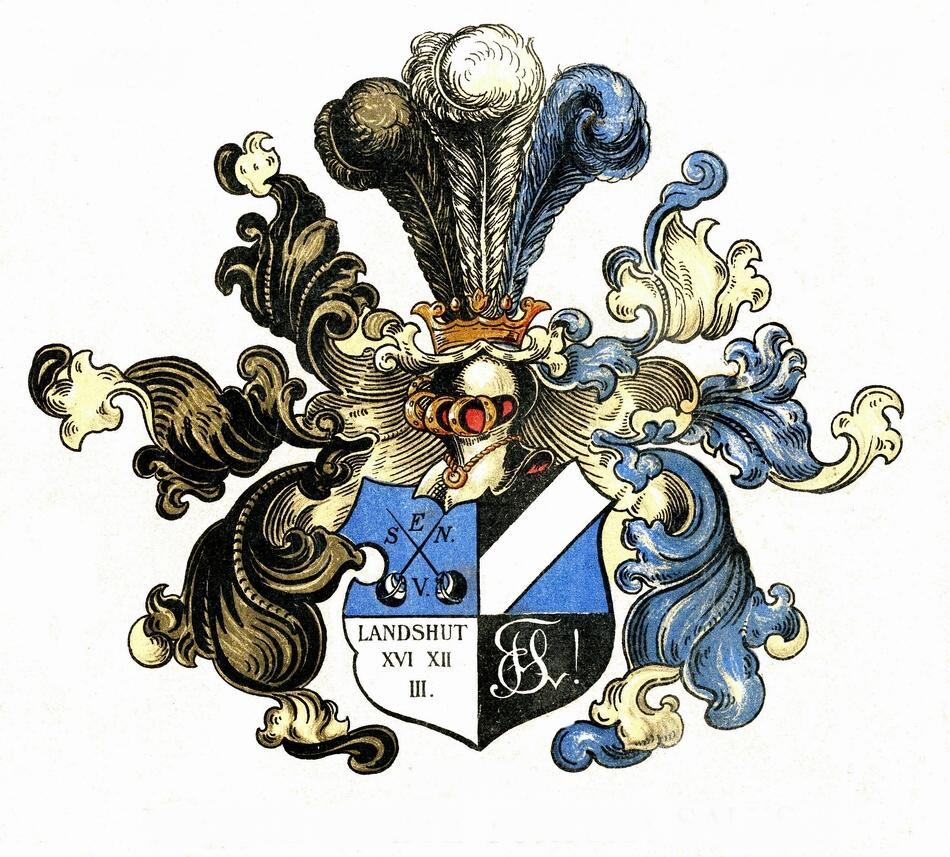
Wappen von Suevia München

Das Corps Suevia München ist eine Studentenverbindung im Münchner Senioren-Convent. Das Corps ist Mitglied des Kösener Senioren-Convents-Verbands und steht zu Mensur und Couleur. Es vereint Studenten und Alumni der Ludwig-Maximilians-Universität, der Technischen Universität München und der Universität der Bundeswehr München. Die Corpsmitglieder werden „Münchner Schwaben“ genannt.

## Couleur und Wahlspruch

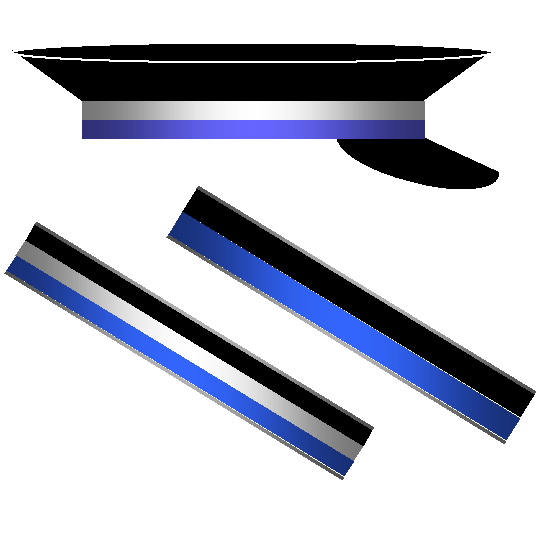
Couleur des Corps Suevia München, schwarze Studentenmütze, Corpsburschenband in schwarz-weiß-blau, Fuchsenband in schwarz-blau

Suevia hat die Farben „schwarz-weiß-blau“ mit silberner Perkussion. Dazu wird eine schwarze, große Tellermütze getragen. Die Schwabenfüchse tragen ein Fuchsenband in „schwarz-blau“ auf silberner Perkussion.
Der Wahlspruch lautet „Virtute comite, fortuna salus!“, der Wappenspruch „Sit ensis noster vindex!“.

## Geschichte
Das Corps Suevia wurde am 16. Dezember 1803 von Studenten an der Universität Landshut gegründet und ist damit eine der ältesten deutschen Studentenverbindungen überhaupt. Mit der Verlegung der Universität im Jahr 1826 nach München zog auch Suevia um. Sie ist die älteste Münchner Studentenverbindung.

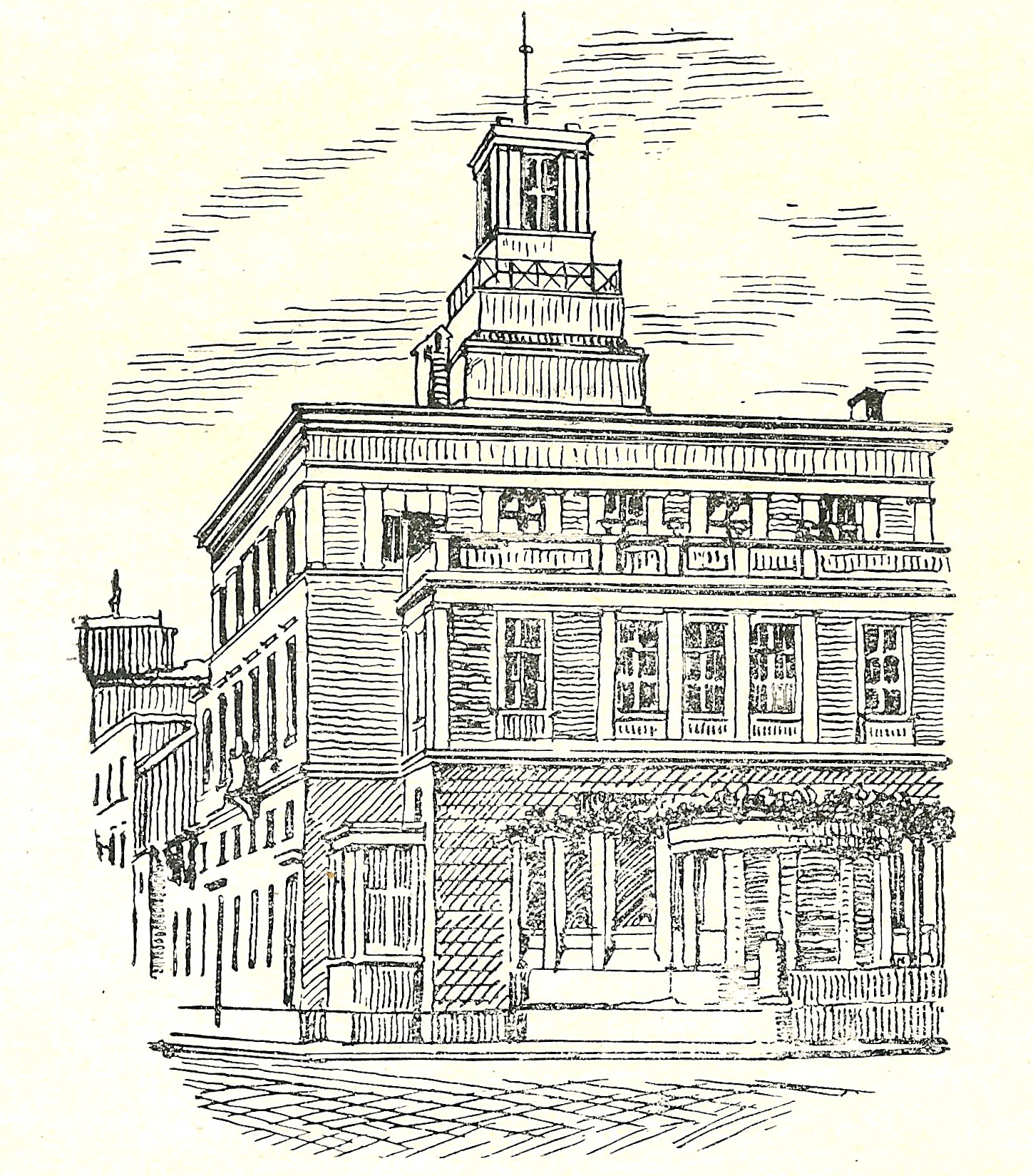
Früheres Haus des Corps Suevia in der Adelgundenstraße 33 (1910)

Das Corps gründete als Vertreter des Münchner Senioren-Convents (SC) 1848 den Kösener Senioren-Convents-Verband (KSCV) mit, ratifizierte den Beitritt allerdings erst im Jahr 1862. Dreimal – 1877, 1978 und 1979 – stellte Suevia die Vorsitzenden des oKC. Ebenso unterstützte das Corps die Gründung des Verbandes Alter Corpsstudenten (VAC) im Jahr 1888 und stellte mit dem königlich bayerischen Justizminister Ferdinand Ritter von Miltner den ersten Vorsitzenden. Dem auf Anregung Kaiser Wilhelm II. und des Reichskanzler Fürst Otto von Bismarcks gegründeten Verein trat das Philisterium des Corps allerdings erst Jahre später bei.
Im Jahre 1875 gründete Suevia eine „Philisterkasse“, also eine Kasse aus den Beiträgen der Alten Herren. Ein Corpshausverein wurde 1880 gegründet mit dem Ziel, für das Corps ein Haus zu erwerben, damit der ständige Umzug von Kneiplokal zu Kneiplokal ein Ende habe. Zuerst wurde 1889 ein Haus in der Adelgundenstraße 33–35 angemietet, das dann 1896 gekauft wurde. Damit war Suevia das erste Corps in München mit einem eigenen Haus. Dieses Haus wurde vom Corps bis 1925 genutzt.
Den Beitritt der österreichischen Corps in den KSCV förderte Suevia München gemeinsam mit anderen Corps von 1898 an maßgeblich und erreichte die endgültige Aufnahme aller österreichischen Corps schließlich im Jahr 1919.
Nach dem Verkauf des Corpshauses in der Adelgundenstraße erwarb das Corps 1925 ein neues Haus in München-Bogenhausen, genannt „Edelmesse“ oder „Lauer-Villa“. Als das Haus 1939 von Zwangsenteignung bedroht war, verkaufte das Corps die Immobilie wieder.
Im Mai 1934 weigerte sich das Corps Suevia München gemeinsam mit vier weiteren Corps, der Forderung des Dachverbandes auf Ausschluss seiner mit jüdischen Ehefrauen verheirateten (so genannt „nichtarisch-versippten“) Corpsbrüder nachzukommen. Diese Forderungen wurden auf der Basis des Gesetzes zur Wiederherstellung des Berufsbeamtentums vom April 1933 gestellt. Betroffen waren von der Entscheidung drei Mitglieder des Corps. Mit der Ablehnung (Entscheidung des Philisterconvents vom 5. Mai 1934) folgte das Corps damit trotz Androhung staatlicher Sanktionen dem eigentlich für alle Studentenverbindungen gültigen Grundsatz, dass die einmal verliehene (Voll-)Mitgliedschaft einem Angehörigen nur auf der Basis schwerwiegenden Fehlverhaltens aberkannt werden kann.
Ab 1939 konnte das Corps einen offiziellen Aktivenbetrieb nicht mehr aufrechterhalten. Um die Traditionen des Corps zumindest verdeckt während der Zeit der nationalsozialistischen Gewaltherrschaft zu erhalten, schlossen sich einige Alte Herren der Kameradschaft „Prinz Eugen“ des NSDStB an, die die Räumlichkeiten des Corpshauses nutzte. Ab 1940 nahm die zunächst ganz im Sinne des NSDStB ausgerichtete Kameradschaft zunehmen korporative Züge an. Zu ihren Mitgliedern gehörte unter anderem Hans-Jochen Vogel. Im Wintersemester 1943/44 fochte sie auch Bestimmungsmensuren. Die Studenten der Kameradschaft, die während des Dritten Reiches verbotenerweise eine oder mehrere Mensuren geschlagen oder nach dem Kriege zumindest eine Mensur „nachgefochten“ hatten, wurde daher 1948 nachträglich als Corpsangehörige aufgenommen.
Im Jahr 1951 wurde auf Suevias Antrag hin durch Senior Curtze der Bayern der bis heute an den Universitäten deutschland- und österreichweit einzige gemeinsame, dachverbandsunabhängige Senioren-Convent Kösener, Weinheimer und freier Corps gegründet. Der Münchner Senioren Convent (MSC) ist mit 18 (+4 angeschlossenen) Corps der größte örtliche Zusammenschluss von Studentenverbindungen in Deutschland.
Ein neues Corpshaus wurde im Jahre 1958 in der Werneckstraße 6 in München-Schwabing erworben und bis 1960 umgebaut. Hier hat das Corps bis heute seinen Sitz.
Aufgrund der Struktur seiner Verhältnisse zu anderen Corps wird das Corps Suevia zum „Schwarzen Kreis“ innerhalb des KSCV gezählt und ist Mitglied im Eisenacher Kartell.

## Mitglieder

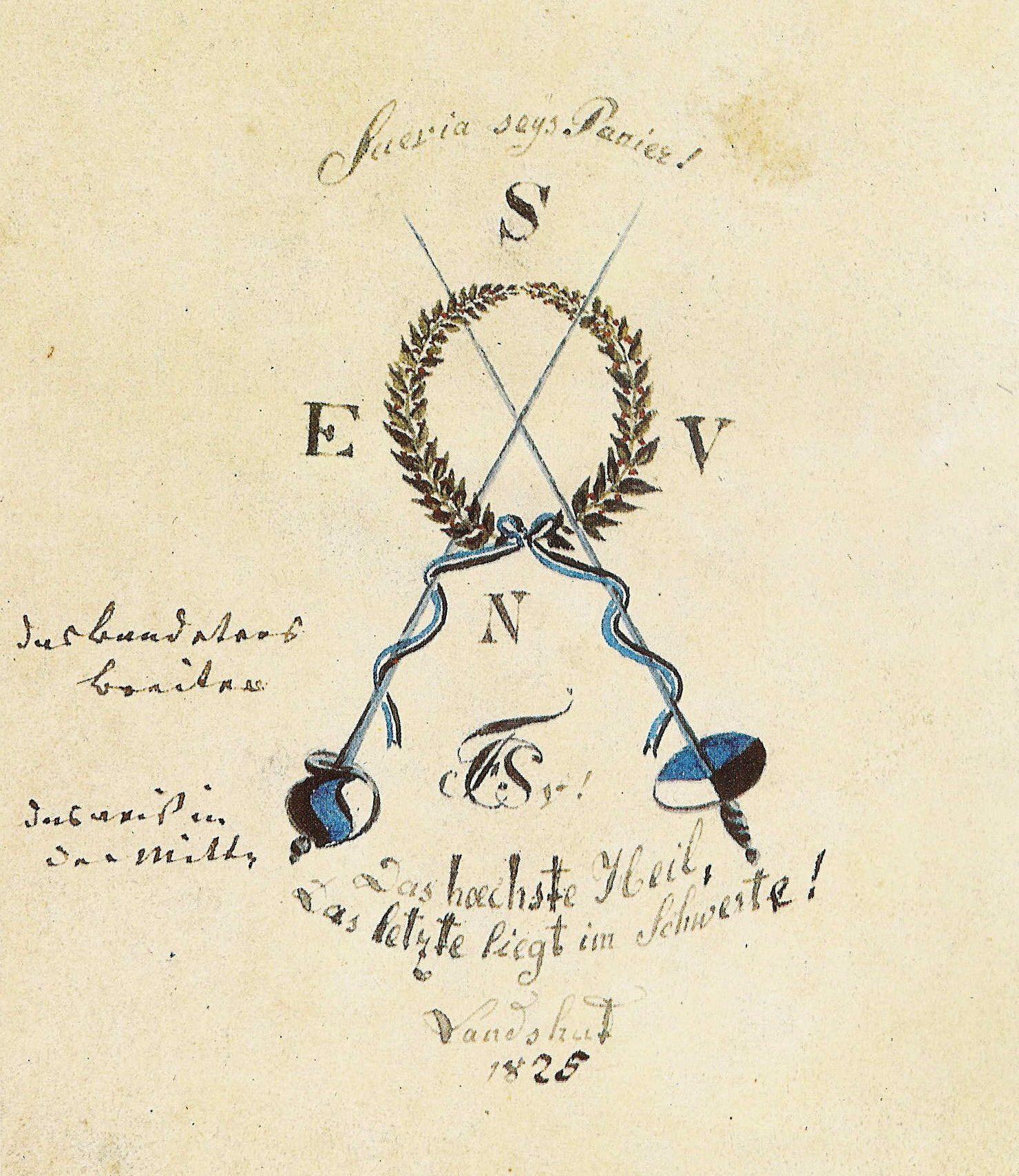
Entwurfszeichnung für ein Bundeszeichen der Suevia, damals noch in Landshut (1825)

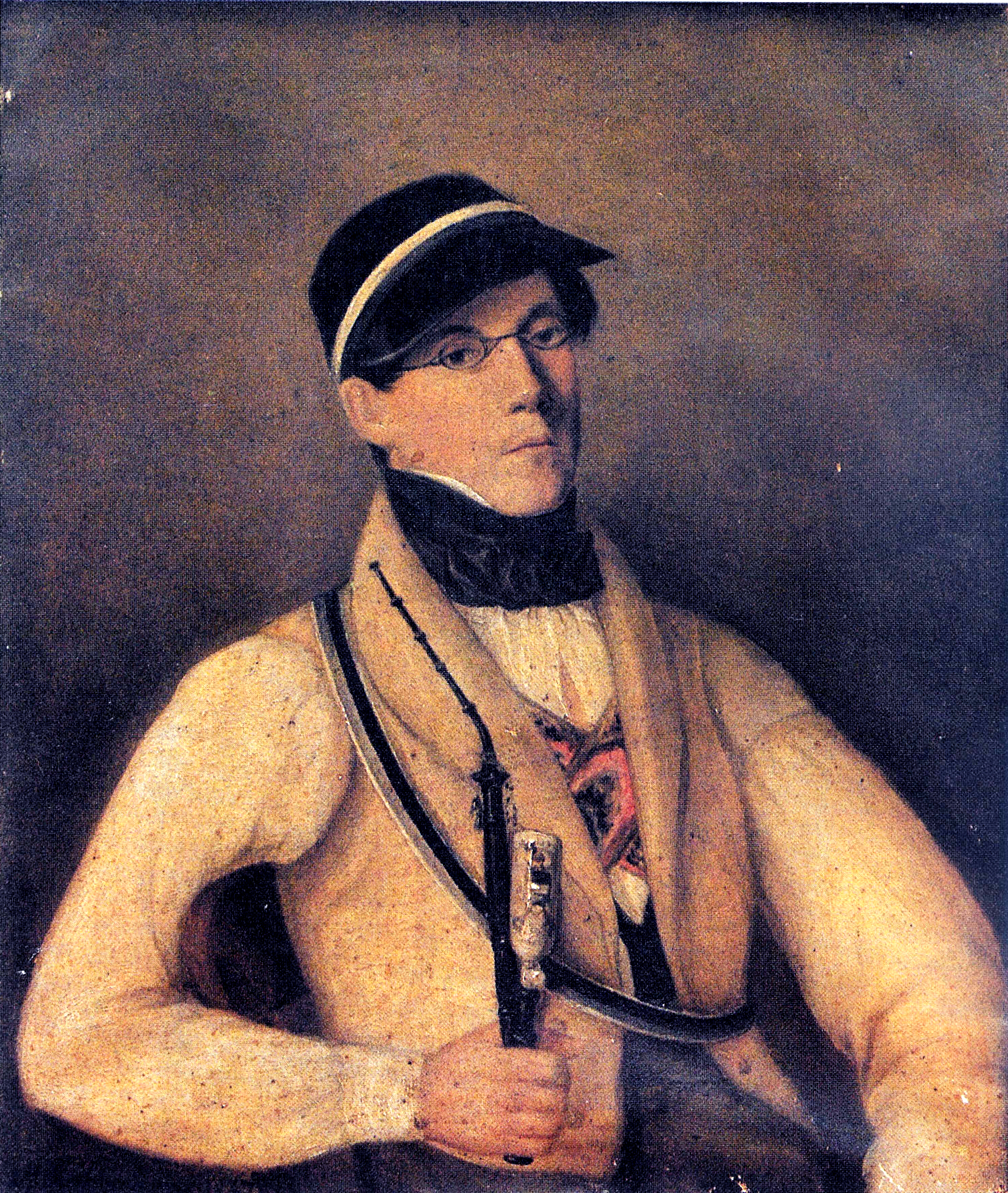
Renonce der Suevia (1837)

Mit über 2600 Mitgliedern seit der Stiftung im Jahre 1803 ist das Corps Suevia das größte Corps und eine der größten nichtfusionierten Studentenverbindungen in Deutschland und Österreich überhaupt. Bekannte Mitglieder des Corps Suevia waren oder sind in alphabetischer Reihenfolge:
- Julius Abegg (1796–1868), Strafrechtler, Rektor der Universität Breslau
- Hans Adt (1888–1980), Papierindustrieller
- Karl von Angerer (1883–1945), Hygieniker und Bakteriologe
- Heinrich Becher (1865–1941), Jurist, Vater von Johannes R. Becher
- Wilhelm Behringer (1853–1931), Reichsgerichtsrat
- Steffen Berg (1921–2011), Rechtsmediziner
- Alexander Bilabel (* 1856 in Hainfeld; † 1935 in München), Richter, Präsident des OLG Zweibrücken
- Rolf Böger (1908–1995), MdB
- Otto von Bollinger (1843–1909), Anatom und Pathologe
- Robert Bonnet (1851–1921), Anatom
- Carl von Braun (1852–1928), Oberlandesgerichtspräsident in Augsburg
- Alois von Brinz (1820–1887), Rechtswissenschaftler und Politiker
- Philipp von Brunner (1844–1919), Geheimer Hofrat, Zweiter Bürgermeister von München
- Karl von Closen (1786–1856), Jurist und Politiker, Mitstifter des Corps
- Adolf Cluss (1862–1930), Agrarchemiker
- Klaus Conrad (1940–2015), Wirtschaftsmathematiker und Volkswirtschaftslehrer
- Wilhelm Crull (1876–1956), Konsularbeamter
- Alfred Dürbig (1861–1930), Richter, Präsident des Landgerichts München I und des Oberlandesgerichts Augsburg
- Richard Du Moulin-Eckart (1864–1938), Professor für Geschichte
- Karl Dyroff (1862–1938), Orientalist
- Alfred Etscheit (1879–1944), Rechtsanwalt und Widerstandskämpfer gegen den Nationalsozialismus
- Uwe Fenner (* 1943), Unternehmensberater, Buchautor und Makler
- Georg von Forndran (1807–1866), Erster Bürgermeister der Stadt Augsburg, Mitglied der Bayerischen Abgeordnetenkammer
- Josef Forster (1844–1910), Arzt und Hygieniker
- Ernst Fröhlich (1810–1882), Kunstmaler, Xylograf
- Richard Frommel (1854–1912), Gynäkologe
- Hermann Groll (1888–1947), Ordinarius für Pathologie in Würzburg
- Georg von Guggenberger (1851–1920), Richter, Präsident des OLG Nürnberg
- Karl Hack (1844–1905), Kreisdirektor in Château-Salins und Gebweiler, Oberbürgermeister in Mülhausen
- Martin Härtinger (1815–1896), Mediziner, Kammersänger
- Wilhelm Harttung (1857–1923), Dermatologe
- Carl Hauß (1875–1942), Präsident des Reichspatentamts
- Christoph Haußner (* 1958), Maler und Graphiker
- Ludwig Haymann (1877–1962), HNO-Arzt und Hochschullehrer in München
- Joseph Heiserer (1794–1858), Stadtschreiber in Wasserburg am Inn
- Alois von Hermann (1801–1876), Regierungspräsident in Oberbayern
- Carl Hildenbrand (1814–1872), Rechtswissenschaftler
- Franz Adolf Hofmann (1843–1920), Professor für pathologische Chemie, Mitglied des Sächsischen Landtags
- Fritz Holle (1914–1998), Chirurg und Hochschullehrer in Würzburg und München
- Herbert Hummel (1907–1944), Verwaltungsjurist und SA-Führer
- August Jäger (1887–1949), Richter am Kammergericht, stellvertretender Reichsstatthalter in Posen
- Karl Johanny (* 1940), Jurist und Ministerialbeamter
- Klaus Juncker (* 1943), Honorarprofessor der Philipps-Universität Marburg, ehemaliger Vorstand des Bereichs Firmenkundengeschäft der Deutschen Bank
- Bodo Karcher (1886–1953), Schraubenfabrikant
- Ludwig Kastl (1878–1969), Kolonialbeamter, Verbandsvertreter der Industrie, Wirtschaftsfachmann
- Wilhelm von Kastner (1824–1898), MdR
- Otto Kleinschmidt (1880–1948), Professor für Chirurgie
- Wolfgang Klien (1907–2006), Verwaltungsjurist, Tischler, Maler und Kunstwissenschaftler
- Moritz Klönne (1878–1962), Industrieller, MdR (1924–1930)
- Johann von Koch (1850–1915), Architekt und Hochschullehrer in Prag und Riga
- Julius Kollmann (1834–1918), Zoologe, Anthropologe und Anatom
- Otto von Kühlmann (1834–1915), Politiker
- Wolfgang Küßwetter (1940–1998), Orthopäde
- Albert Lederle (1874–1931), Verwaltungsjurist
- Eugen Laurent (1844–1921), Senatspräsident am OLG Colmar
- Werner Lederle (1905–1977), Oberbürgermeister von Neustadt an der Weinstraße, Stadtrat in München
- Hermann Lingg (1820–1905), Dichter
- Alois Löcherer (1815–1862), Pionier der Fotografie
- Ludwig Maurer (1859–1927), Mathematiker
- Thomas Mayer (1815–1870), Mitglied der Frankfurter Nationalversammlung und der Bayerischen Kammer der Abgeordneten
- Carl Mayer von Mayerfels (1825–1883), Heraldiker
- Franz Albrecht Medicus (1890–1967), Ministerialbeamter
- Hellmut Mehnert (1928–2023), Internist
- Ferdinand von Miltner (1856–1920), Bayerischer Justizminister (1902–1912)
- Joseph Mindler (1808–1868), Professor für griechische Stenographie in Athen
- Karl Molitor (1847–1924), Bibliothekar
- Hans Karl Müller (1899–1977), Ophthalmologe
- Maximilian von Ow (1784–1845), Rittergutsbesitzer, Kämmerer, Mitglied der Zweiten Kammer der Württembergischen Landstände
- Alexander Pancratz (1839–1910), Oberjustizrat, Mitglied des Oldenburgischen Landtags
- Julius Petersen (1835–1909), OLG-Präsident, MdR
- Julius Petersen (1878–1941), Germanist
- Kurt Poll (1886–1943), Landrat in Ostpreußen und in der Freien Stadt Danzig
- Werner Pollack (1886–1979), Landrat, Regierungspräsident in Stade
- Conrad Prange (1887–1946), Landrat im Freistaat Preußen
- Heinrich von Prieser (1797–1870), württembergischer Justizminister (1839–1848)
- August von Rechberg (1783–1846), Regierungspräsident in Unterfranken, Oberappellationsgerichtspräsident, Mitglied des Bayerischen Reichsrats, Stifter des Corps
- Heinrich Reif (1881–1954), Brauerei- und Gutsbesitzer
- Hermann Rotberg (1873–1945), Landrat und Parlamentarier
- Walter Rüder (1861–1922), Gynäkologe
- Arthur Rühl (1901–1955), Internist, Ordinarius in Prag
- Manfred Sanden (* 1940), Politiker der CDU, MdL (Nordrhein-Westfalen)
- Otto Sayn (1866–1935), deutscher Reichsgerichtsrat
- Karl-Heinz Schäfer (1911–1985), Pädiater, Rektor der Universität Hamburg
- Otto Scheib (1893–1965), Architekt und Städtebauer
- Alois August von Schilcher (1802–1877), Regierungspräsident in Niederbayern
- Max August von Schilcher (1794–1872), Kabinettssekretär von Ludwig I. und Maximilian II. von Bayern, Bayerischer Staatsrat
- Ludwig Schmederer (1846–1935), Brauer und Mäzen
- Hermann Schmidt (1851–1921), Jurist, Oberbürgermeister von Erfurt
- Jean Louis Sponsel (1858–1930), Kunsthistoriker und Museumsdirektor
- Johann Stobbe (1860–1938), Chemiker, Professor an der Universität Leipzig
- Peter Stoll (1931–2015), Forstmann und Naturschützer
- Ludwig Thoma (1867–1921), Schriftsteller
- Herbert Trenkler (1907–1992), Montanwissenschaftler, Rektor der Montanistischen Hochschule Leoben
- Anton von Ulsamer (1842–1917), Präsident des Bayerischen Obersten Rechnungshofs
- Clemens Weber (1905–2008), Architekt
- Ernst Wendler (1890–1986), Diplomat und Unternehmer
- Friedrich Wenner (1876–1955), Bezirksamtmann in Pirmasens und Neustadt an der Haardt, Regierungspräsident des Rheinkreises
- Theodor Wiegand (1864–1936), Archäologe
- Ludwig Wille (1834–1912), Reformpsychiater in Basel
- Julius von Zenetti (1822–1905), Regierungspräsident in Mittelfranken
- Franz Xaver Zenger (1798–1871), Professor für Römisches Recht